# Kokolaíika
Kokolaíika (Kokolaiika) är en ort i Grekland.   Den ligger i prefekturen Nomós Magnisías och regionen Thessalien, i den centrala delen av landet, 170 km nordväst om huvudstaden Aten. Kokolaíika ligger 188 meter över havet och antalet invånare är 102.
Terrängen runt Kokolaíika är huvudsakligen kuperad, men den allra närmaste omgivningen är platt. Runt Kokolaíika är det ganska glesbefolkat, med 42 invånare per kvadratkilometer. Närmaste större samhälle är Volos, 17,8 km öster om Kokolaíika. Trakten runt Kokolaíika består till största delen av jordbruksmark.